# 爆発!なべしま部屋
爆発!なべしま部屋（ばくはつなべしまべや）は、1992年4月7日から1993年3月30日まで日本テレビ放送網（日本テレビ、日テレ）で「劇的時間帯」枠に放送されたバラエティ番組である。バップ制作。

## 概要
当時、様々な番組のスーパーサブとして活躍していた渡辺正行と島崎俊郎がメイン司会を務めた。全体を貫くレギュラーコーナーは「Tバックじゃんけん」で、先鋒戦・中堅戦・大将戦の3回戦を分散して放送。放送時間全体の2〜3割しかないこのコーナーを目玉として視聴者を引き付け、他のパートでは日本テレビ関連会社バップのプロモーションミュージック映像を見せるという形式であった。同様のものでは後の「寝ドキッ!!」などがある。また、不定期の企画も挿入された。宣伝を見せる目的が半分あるためかお色気番組的な企画がほとんどを占めた。他には渡辺が主演のドラマ風コントや島崎が一般素人とロケに出る企画などもあった。また島崎は当時自身が組んでいたバンドがあり、当番組内で歌を披露した事もある。
Tバックじゃんけんは人気を呼んだ。フジテレビ系列「笑っていいとも」のテレフォンショッキングに渡辺がゲスト出演した際にもこの企画が触れられた。後に時間帯が繰り上がり、ビックリ!なべしま大サーカスとしてリニューアルし、半年続いた。

## 出演
- 渡辺正行
- 島崎俊郎
- 中野俊成（構成作家）- 大泉学名義で出演。
- T-BACKS

## スタッフ
- 構成：植竹公和、海老かつや（現:海老克哉）、中野俊成 ほか
- 技術：池田屋、パコス
- 編集：大野昌寛
- MA：タムコスタジオ（並木丈二、村山巧）
- 音効：石橋裕司（サウンド・バム）
- ディレクター：有村伸一郎、本田賢司、奥村達哉 ほか
- プロデューサー：庄司文雄（日本テレビ）
- 協力：Vap、なべや
- 製作著作：日本テレビ

## コーナー
- Tバックじゃんけん

若い女性3人1組のチームが2組登場し、Tバックを穿いた尻を使ってじゃんけん対決を行う。判定は大泉学 (中野俊成) が対戦者の間に寝転んで真下から観察して行っていた。
出場者は番組内で募集しており、まるでキャバクラが新しくホステスを雇う時のように「支度金5万円」を提供するとしていた。勝負は三回戦形式で勝ったチームは翌週への挑戦権が与えられる。
この背景には当時のディスコ・ジュリアナ東京に代表されるようなお立ち台ギャルブームがあり、お立ち台ギャルはボディコンを着てTバックを穿いていることが多かった。他局でも似たような番組が作られている（渡辺が出演していたTBSの「Z・U・T・T・O」では、ボディコンギャルを真下撮りしていた）。
グループ「T-BACKS」もテレビにおける主たる活動の場であった。
- 勇気を出して最後の告白

島崎が当時レギュラー出演していた「天才・たけしの元気が出るテレビ!!」の人気企画、「勇気を出して初めての告白」のパロディ。
本家が愛の告白を行うのに対し、こちらは付き合っている恋人に別れを告白する（ほとんどが女性から男性に対して）というものであった。
その他、AV女優の名前や喘ぎ声を当てるクイズ「AVカルトピュッ」(フジテレビの『カルトQ』のパロディ) や「恥骨でダダーン!」(テレビ東京の『ヒップでダダーン!』のパロディ)、ドラマ風コント「らせんのジョー」、失恋した男性の「風俗体験」、若い男性が包茎手術を受ける様子をモザイク付きで放送するなど深夜以外では放送しづらい企画が多かった。また、主観イメージビデオも存在した。この企画は後に「寝ドキッ!!」の基本スタイルとなった。

## 放送時間
- 日本テレビ
  - 毎週火曜 26:10 - 27:05